# Pasta di zucchero
La pasta di zucchero (o pasta da zucchero) è un prodotto alimentare, destinato al settore della pasticceria e del cake design. È composta principalmente da zucchero a velo, reso elastico con l'aggiunta di glucosio misto a gelatina o albumi e una piccola componente di acqua.
La pasta di zucchero ha diverse proprietà di modellabilità e di conservazione, e a lungo contatto con l'aria, cambia il suo stato fisico che originalmente è elastico e morbido diventando solido e non modellabile. Una volta che la pasta da zucchero è solida, è difficile riportarla allo stato iniziale, perché questa si sbriciolerà.